# أحمد حسين مصطفى
اللواء أركان حرب أحمد حسين مصطفي هو محافظ الإسماعيلية السابق وأحد قادة الجيش الثاني الميداني في الفترة من 2006 إلي 2008.

## حياته
تخرج من الكلية الحربية المصرية عام 1973 وتدرج في المناصب العسكرية من قائد فصيلة مشاة إلى قائد سرية؛ إلي أن تولي رئيس عمليات الفرقة 18 مش ميكا ثم رئيسا لأركان اللواء 136 مش ميكا ثم قائداً له إلي أن تولي قيادة الجيش الثاني الميداني في يناير 2006 وشغل المنصب حتى يناير 2008 ثم محافظاً للإسماعيلية في الفترة من أبريل 2011-أغسطس 2011. ويعرف عنه انضباطه الشديد وولعه بالتدخين.